# Cayaponia capitata
Cayaponia capitata är en gurkväxtart som beskrevs av Célestin Alfred Cogniaux och Hermann August Theodor Harms. Cayaponia capitata ingår i släktet Cayaponia och familjen gurkväxter. Inga underarter finns listade i Catalogue of Life.